# Trattato di Rapallo (1922)
Il trattato di Rapallo del 16 aprile 1922 fu un accordo internazionale concluso nella cittadina ligure tra la Germania e la RSFS Russa in base al quale entrambe rinunciarono a tutte le rivendicazioni territoriali e finanziarie l'una contro l'altra ed aprirono amichevoli relazioni diplomatiche. Il trattato venne negoziato dal ministro degli Esteri russo Georgij Čičerin e dal ministro degli Esteri tedesco Walther Rathenau. Fu una grande vittoria per la Russia in particolare e anche per la Germania, e una grande delusione per Francia e Regno Unito. Il termine "spirito di Rapallo" venne utilizzato per migliorare le relazioni amichevoli tra Germania e Russia.
Le ratifiche vennero scambiate a Berlino il 31 gennaio 1923 e registrate nel Società delle Nazioni Treaty Series il 19 settembre 1923. Il trattato non includeva alcuna disposizione militare, ma era già prevista una cooperazione militare segreta tra Germania e Russia, il che costituiva una violazione del trattato di Versailles.
Un accordo supplementare, firmato a Berlino il 5 novembre, estese il trattato alle relazioni della Germania con le altre repubbliche sovietiche di Ucraina, Bielorussia, Armenia, Georgia, Azerbaijan e la Repubblica dell'Estremo Oriente. Le ratifiche vennero scambiate a Berlino il 26 ottobre 1923 e il protocollo supplementare venne registrato nel League of Nations Treaty Series il 18 luglio 1924. L'accordo venne riaffermato dal trattato di Berlino del 1926.

## Antefatti
Sia la Germania che la Russia rimasero vulnerabili dopo la fine della prima guerra mondiale. La Germania aveva perso la guerra ed era diventata diplomaticamente isolata, e il trattato di Versailles del dopoguerra portò al disarmo tedesco e alla cessione dei territori tedeschi, comprese tutte le sue colonie. La Russia aveva lasciato la guerra nel 1917 a causa della rivoluzione bolscevica e aveva ceduto molti dei suoi territori occidentali alla Germania con il trattato di Brest-Litovsk. Dopo la sconfitta della Germania nella guerra nel 1918, il territorio venne trasformato in una serie di nuovi stati indipendenti, tra cui la Polonia. Come la Germania, la Russia venne lasciata diplomaticamente isolata, poiché la sua transizione al dominio comunista aveva portato alla perdita degli alleati occidentali, perciò "le politiche perseguite dai vincitori, in particolare la Francia, non lasciavano alternative alla Germania se non quella di avvicinarsi alla Russia".
La Germania inizialmente sperava di perseguire modifiche pacifiche al Trattato di Versailles e il suo principale obiettivo territoriale era quello di reclamare alcune parti della Polonia occidentale. Un atteggiamento inizialmente conciliante fallì nel 1919, il che portò la Germania a istituire un blocco economico della Polonia nel gennaio 1920. Anche il tentativo di forzare i cambiamenti fallì e portò a gravi perdite per gli uomini d'affari tedeschi. Quegli insuccessi portarono la Germania a cercare altre alternative, che raggiunsero la loro forma più estrema nella proposta di Hans von Seeckt, il comandante della Reichswehr (esercito tedesco), che suggerì per la Germania e la Russia di concludere un'alleanza per un'invasione congiunta della Polonia e poi per una guerra contro la Francia. Le sue proposte non ebbero un grande impatto sulla politica ufficiale, ma l'idea generale di cercare una più stretta cooperazione con la Russia iniziò a prendere piede tra un certo numero di gruppi, tra cui uomini d'affari tedeschi che videro lì opportunità di mercato.
Come la Germania, la Russia sperava di ottenere ampliamenti territoriali a spese della Polonia, ma rimase senza mezzi efficaci per farlo. All'inizio del 1919, era scoppiata la guerra polacco-sovietica per controversie sui confini. Dopo le prime vittorie russe, i polacchi contrattaccarono con successo e nel marzo 1921 venne raggiunta una pace di compromesso, che lasciò i desideri sovietici di revisione dei confini in gran parte insoddisfatti. La guerra lasciò anche i russi ancora più isolati dalla Gran Bretagna e dalla Francia.
Il comune isolamento e l'interesse per la revisione in Polonia portarono ad una naturale simpatia tra Russia e Germania. Alla Decima Conferenza del Partito nel 1921, i russi stabilirono una politica volta a perseguire opportunità di commercio con le potenze occidentali, che potevano fornire i materiali industriali di cui avevano assolutamente bisogno:
Le preoccupazioni congiunte tedesco-russe portarono per la prima volta alla firma nel maggio 1921 di un trattato in base al quale la Germania riconosceva il regime sovietico come l'unico governo legittimo della Russia e accettava di sospendere le relazioni con tutti gli altri gruppi russi che ancora rivendicavano il potere. Il trattato aprì la strada alla futura cooperazione tedesco-russa.

## Le negoziazioni
Il primo ministro britannico David Lloyd George e il primo ministro francese Aristide Briand temevano che i termini del Trattato di Versailles del 1919 fossero troppo duri per la Germania, avrebbero impedito la sua totale ripresa economica ed avrebbero danneggiato tutta l'Europa. Entrambi gli uomini avevano bisogno di una vittoria diplomatica per garantire il loro traballante status politico. Convocarono una nuova "Conferenza economica e finanziaria" internazionale di 34 nazioni a Genova nell'aprile 1922. Vennero invitati tutti i principali paesi, ma gli Stati Uniti si rifiutarono di partecipare. Vennero invitate anche le due nazioni paria della Germania e della Russia sovietica; in quest'ultima, i comunisti avevano recentemente vinto una guerra civile.
Lloyd George, eccessivamente fiducioso nelle proprie capacità diplomatiche, non portò con sé membri anziani del Ministero degli Esteri britannico. Con sua costernazione, ci fu un cambiamento nel governo francese. Il nuovo primo ministro, Raymond Poincaré, era aggressivamente ostile alla Germania. Egli percepiva che i termini delle riparazioni richieste alla Germania non erano abbastanza rigidi e avrebbero consentito una ripresa economica del grande nemico della Francia. Poincaré sostituì le idee di Lloyd George con un piano per danneggiare la Germania e progettò di lavorare con i russi, che non erano stati rappresentati a Versailles ma che potevano chiedere riparazioni. Prima del 1917, gli interessi finanziari dell'Europa occidentale avevano fatto ingenti prestiti e investimenti nella Russia zarista, che il nuovo regime comunista si rifiutò di onorare. A causa di quel rifiuto di pagare i vecchi debiti, la Russia era economicamente e politicamente isolata dal resto del mondo. Il piano di Poincaré, che era tenuto segreto ai tedeschi, avrebbe comportato un ciclo completamente nuovo di riparazioni finanziarie che la Germania avrebbe dovuto pagare ai russi e, a loro volta, i russi avrebbero usato quel denaro per saldare quei vecchi debiti. Il leader russo, Vladimir Lenin, aveva annullato i piani precedenti per organizzare rivoluzioni anticapitaliste in tutta Europa e ora cercava una pacifica parentesi di sviluppo economico. La sua nuova politica economica avrebbe richiesto ampi scambi commerciali con il mondo esterno. Tuttavia Lenin era in cattive condizioni di salute e lasciò la politica estera russa a Georgij Čičerin, un brillante diplomatico che si dimostrò il negoziatore più efficace di tutti.
La Russia aveva già avviato una collaborazione con un militare tedesco in un progetto così segreto che il governo civile ed i diplomatici tedeschi non ne erano a conoscenza, ma ciò rese Mosca molto più favorevole a un accordo amichevole con la Germania. Inoltre la Francia stava cercando di imporre severi controlli sul commercio russo. Nel governo tedesco gli atteggiamenti erano divisi tra gli "orientali", che volevano legami più stretti con la Russia ed includevano molti diplomatici e socialisti, e gli "occidentali", che davano priorità alla normalizzazione delle relazioni con Gran Bretagna e Francia. Il ministro degli Esteri Walther Rathenau, capo della delegazione tedesca, era un occidentale impegnato ma aperto alle discussioni. Mentre a Genova la conferenza principale si trascinava, le delegazioni russa e tedesca s'incontrarono segretamente a Rapallo, una piccola località turistica vicina, e firmarono rapidamente un trattato che prevedeva il reciproco riconoscimento diplomatico, la cancellazione dei debiti da entrambe le parti e l'impegno ad aumentare i legami economici.
Il Trattato di Rapallo forniva una copertura diplomatica per la cooperazione militare, che venne mantenuta top secret, e permetteva alla Germania di ricostruire il suo arsenale militare in Russia con l'istituzione di una scuola di volo a Lipeck, la costruzione di un impianto di armi chimiche a Vol'sk, due fabbriche per la produzione di carri armati vicino a Mosca e a Rostov sul Don e manovre congiunte sul campo di battaglia. In cambio, gli ufficiali russi potevano essere addestrati sotto copertura nelle accademie militari tedesche. L'intesa militare era sostenuta da un accordo commerciale in base al quale le banche tedesche offrivano linee di credito alla Russia per acquistare macchinari e forniture militari e industriali e la Russia poteva esportare grandi quantità di grano.
Il Trattato di Rapallo fu una sorpresa sbalorditiva. La sua notizia causò il fallimento della conferenza principale di Genova. Lloyd George e Poincaré denunciarono con veemenza il trattato.

## Le lezioni storiche
Nel secolo successivo, il termine "Rapallo" finì per avere lezioni molto diverse per diversi gruppi di osservatori e studiosi interessati. In Gran Bretagna e Francia e nelle nazioni più piccole d'Europa, divenne il simbolo di una sinistra cospirazione tedesco-sovietica per controllare l'Europa, una conclusione sottolineata dal patto Molotov-Ribbentrop del 1939 in base al quale la Germania nazista e l'Unione Sovietica collaborarono in economia, divisero il bottino dell'Europa orientale e diedero così inizio alla seconda guerra mondiale e a mezzo secolo di oppressione. Per la Germania, "Rapallo" simboleggiò una fiduciosa politica estera indipendente di giocare abilmente con l'Europa orientale ed occidentale in modo che la nazione sconfitta potesse sfuggire alla dura repressione. Per l'Unione Sovietica, "Rapallo" fu il primo grande trionfo diplomatico comunista, mostrò come la nazione più debole potesse usare il pacifismo per sconfiggere i nemici borghesi e diede al regime sfavorito l'opportunità di normali relazioni diplomatiche e commerciali mentre costruiva segretamente abilità militari.

## Il testo
Il governo tedesco, rappresentato dal dottor Walther Rathenau, ministro di Stato, e il governo della Repubblica Socialista Federale Sovietica Russa, rappresentata dal signor Čičerin, commissario del popolo, hanno concordato le seguenti disposizioni:
Articolo 1 
I due Governi concordano che gli accordi raggiunti tra il Reich tedesco e la Repubblica Socialista Federativa Sovietica Russa, riguardo a questioni risalenti al periodo della guerra tra Germania e Russia, saranno definiti definitivamente sulla seguente base:
[a] Il Reich tedesco e la Repubblica Socialista Federale Sovietica Russa convengono di rinunciare reciprocamente alle loro pretese di risarcimento per le spese sostenute a causa della guerra, nonché per i danni di guerra, vale a dire i danni eventualmente subiti da loro e dai loro cittadini in zone di guerra a causa di misure militari, comprese tutte le requisizioni nel paese nemico. Entrambe le Parti si impegnano parimenti a rinunciare al risarcimento dei danni civili eventualmente subiti dai cittadini di una Parte a causa delle cosiddette misure di guerra eccezionali o a causa di misure di emergenza attuate dall'altra Parte.
[b] I rapporti giuridici in materia pubblica e privata derivanti dallo stato di guerra, compresa la questione del trattamento delle navi mercantili cadute nelle mani di una delle Parti, saranno risolti su base di reciprocità.
[c] La Germania e la Russia concordano reciprocamente di rinunciare alle loro richieste di risarcimento per le spese sostenute da entrambe le parti per conto dei prigionieri di guerra. Inoltre, il governo tedesco s'impegna a rinunciare all'indennizzo per quanto riguarda le spese da esso sostenute per conto dei membri dell'Armata Rossa internati in Germania. Il governo russo s'impegna a rinunciare alla restituzione dei proventi della vendita effettuata in Germania delle scorte dell'esercito portate in Germania dai membri internati dell'Armata Rossa di cui sopra.
Articolo 2
La Germania rinuncia a tutte le pretese nei confronti della Russia che potrebbero essere sorte attraverso l'applicazione, fino ad oggi, delle leggi e delle misure della Repubblica Socialista Federale Sovietica Russa ai cittadini tedeschi o ai loro diritti privati e ai diritti del Reich e degli Stati tedeschi, e inoltre rivendicazioni che possono essere sorte a causa di qualsiasi altra misura adottata dalla Repubblica Socialista Federale Sovietica Russa o dai suoi agenti nei confronti di cittadini tedeschi o dei diritti privati, a condizione che il governo della Repubblica Socialista Federale Sovietica Russa non soddisfi le richieste di risarcimento di un natura simile fatta da una terza parte.
Articolo 3
Le relazioni diplomatiche e consolari tra il Reich tedesco e la Repubblica Socialista Federativa Sovietica Russa devono essere riprese immediatamente. Le condizioni per l'ammissione dei Consoli delle due Parti saranno determinate mediante apposita convenzione.
Articolo 4 
Entrambi i Governi hanno inoltre concordato che l'istituzione dello status giuridico di quei cittadini di una Parte che risiedono nel territorio dell'altra Parte, e la regolamentazione generale delle relazioni reciproche, commerciali ed economiche, saranno effettuate in base al principio della nazione più favorita. Questo principio, tuttavia, non si applicherà ai privilegi e alle agevolazioni che la Repubblica Socialista Federale Sovietica Russa può concedere a una Repubblica Sovietica o a qualsiasi Stato che in passato faceva parte dell'ex Impero russo.
Articolo 5
 I due Governi coopereranno in uno spirito di reciproca buona volontà per soddisfare le esigenze economiche di entrambi i Paesi. In caso di soluzione sostanziale della suddetta questione su base internazionale, avrà luogo preventivamente uno scambio di opinioni tra i due Governi. Il governo tedesco, essendo stato recentemente informato delle proposte di accordi di ditte private, si dichiara pronto a dare tutto il sostegno possibile a questi accordi e a facilitarne l'attuazione.
Articolo 6 
Gli articoli 1[b] e 4 del presente Accordo entreranno in vigore il giorno della ratifica e le restanti disposizioni entreranno in vigore immediatamente.
Testo originale fatto in doppia copia a Rapallo il 16 aprile 1922
Firmato: Rathenau
Firmato: Čičerin

## Testo dell'accordo supplementare (5 novembre 1922)
Il plenipotenziario del governo tedesco, cioè freiherr von Maltzan, sottosegretario permanente agli Affari Esteri; il plenipotenziario della Repubblica Socialista Sovietica dell'Ucraina, vale a dire il signor Waldemar Aussem, membro del Comitato esecutivo centrale dell'Ucraina, nonché il plenipotenziario del governo della Repubblica Socialista Sovietica della Russia bianca, della Repubblica Socialista Sovietica della Georgia, della Repubblica Socialista Sovietica dell'Azerbaigian, della Repubblica Socialista Sovietica d'Armenia e della Repubblica dell'Estremo Oriente, vale a dire herr Nikolaus Krestinski, plenipotenziario e Ambasciatore della Repubblica Socialista Sovietica Russa a Berlino; comunicati i propri pieni poteri, riscontrati in buona e debita forma, hanno convenuto quanto segue:
Articolo 1
Il Trattato firmato a Rapallo, il 16 aprile 1922, tra il Reich tedesco e la Repubblica Socialista Sovietica Russa si applicherà, mutatis mutandis, ai rapporti tra il Reich tedesco, da una parte, e;
[1] la Repubblica Socialista Sovietica dell'Ucraina;
[2] la Repubblica Socialista Sovietica della Russia bianca;
[3] la Repubblica Socialista Sovietica della Georgia;
[4] la Repubblica Socialista Sovietica dell'Azerbaigian;
[5] la Repubblica Socialista Sovietica d'Armenia, and;
[6] la Repubblica dell'Estremo Oriente, — di seguito denominati Stati alleati della R S F S R — dall'altra. Quanto all'articolo 2 del Trattato di Rapallo, esso vale per l'applicazione, fino al 16 aprile 1922, delle leggi e dei provvedimenti ivi previsti.
Articolo 2
Il governo tedesco e il governo della Repubblica Socialista Sovietica dell'Ucraina concordano che la determinazione e la liquidazione delle pretese che potrebbero essere sorte a favore del governo tedesco o del governo dell'Ucraina dopo la conclusione dello stato di guerra tra la Germania e l'Ucraina durante il periodo in cui le truppe tedesche erano presenti in Ucraina saranno riservate.
Articolo 3
Tutti i cittadini di una delle Parti contraenti che risiedono nel territorio dell'altra Parte godono di una protezione giuridica completa della loro persona in conformità al diritto internazionale e alle leggi generali del paese di residenza.
Ai cittadini del Reich tedesco che entrano nel territorio degli Stati alleati della RSFSR in conformità con le norme sui passaporti, o che vi risiedono attualmente, sarà concessa l'inviolabilità nei confronti di tutti i beni presi con loro e di tutti i beni acquisiti durante territorio degli Stati alleati della RSFSR a condizione che l'acquisizione e l'impiego di tali beni avvenga in conformità alle leggi dello Stato di residenza o a specifici accordi stipulati con le competenti autorità di tale Stato. L'esportazione dei beni acquisiti nello Stato alleato della RSFSR sarà regolata, salvo diversa disposizione di accordi speciali, dalle leggi e dai regolamenti dello Stato alleato della RSFSR.
Articolo 4
I Governi degli Stati alleati della RSFSR avranno il diritto di istituire, nei luoghi in Germania dove hanno rappresentanti diplomatici o un loro agente consolare, uffici commerciali nazionali che avranno lo stesso status giuridico della delegazione commerciale russa in Germania. In tal caso essi riconoscono come vincolanti per sé tutti gli atti giuridici compiuti o dal direttore del loro ufficio commerciale o da funzionari da lui investiti di pieni poteri, purché tali funzionari agiscano nell'ambito dei pieni poteri loro conferiti.
Articolo 5
Al fine di facilitare i rapporti economici tra il Reich tedesco da una parte e gli Stati alleati della RSFSR dall'altra, sono stati fissati i seguenti principi:
[1] Tutti gli accordi conclusi tra cittadini del Reich tedesco, persone giuridiche tedesche o imprese tedesche, da una parte, e i governi degli Stati alleati della RSFSR, o i loro uffici commerciali nazionali di cui all'articolo 4, o individui, persone giuridiche o le imprese appartenenti a detti Stati, dall'altra, nonché gli effetti economici di tali accordi, sono disciplinati secondo le leggi dello Stato in cui sono stati conclusi e sono soggetti alla giurisdizione di detto Stato. Questa disposizione non si applica agli accordi conclusi prima dell'entrata in vigore del presente Trattato.
[2] Gli accordi di cui al comma [1] possono contenere una clausola compromissoria. In tali accordi si può anche prevedere di sottoporli alla giurisdizione di uno degli Stati contraenti.
Articolo 6
Gli Stati alleati della RSFSR consentiranno alle persone che possedevano la nazionalità tedesca ma l'hanno poi persa, nonché alle loro mogli e ai loro figli, di lasciare il paese, a condizione che sia disponibile la prova che stanno trasferendo la loro residenza in Germania.
Articolo 7
Le delegazioni di entrambe le Parti e tutte le persone impiegate in relazione ad esse si asterranno da qualsiasi agitazione o propaganda contro il Governo e le istituzioni nazionali del Paese in cui risiedono.
Articolo 8
Il presente Trattato può, per quanto riguarda i predetti articoli da 3 a 6, nonché per quanto riguarda la corrispondente applicazione dell'articolo 4 del Trattato di Rapallo, essere denunciato con un preavviso di tre mesi.
Tale denuncia può essere notificata dalla Germania a uno qualsiasi degli Stati alleati della RSFSR per avere effetto solo per i suoi rapporti con quello Stato e, viceversa, da uno qualsiasi di questi Stati alla Germania, per avere effetto solo per i rapporti tra quel singolo Stato e Germania.
Se il Trattato così denunciato non è sostituito da un trattato commerciale, i Governi interessati avranno il diritto, allo scadere del termine di preavviso, di nominare una commissione di cinque membri per liquidare le operazioni già avviate. I membri della commissione sono considerati rappresentanti di carattere non diplomatico e liquidano tutte le transazioni al più tardi entro sei mesi dalla scadenza del presente Trattato.
Articolo 9
Il presente trattato sarà ratificato. Strumenti speciali di ratifica saranno scambiati tra la Germania, da una parte, e ciascuno degli Stati alleati della RSFSR, dall'altra. Immediatamente dopo lo scambio, il Trattato entrerà in vigore tra gli Stati che partecipano allo scambio.
Fatto il 5 novembre 1922
Firmato: Maltzan
Firmato: W. Aussem
Firmato: N. Krestinskij